# Herennia
Se procura a augusta romana, veja Herênia Etruscila.

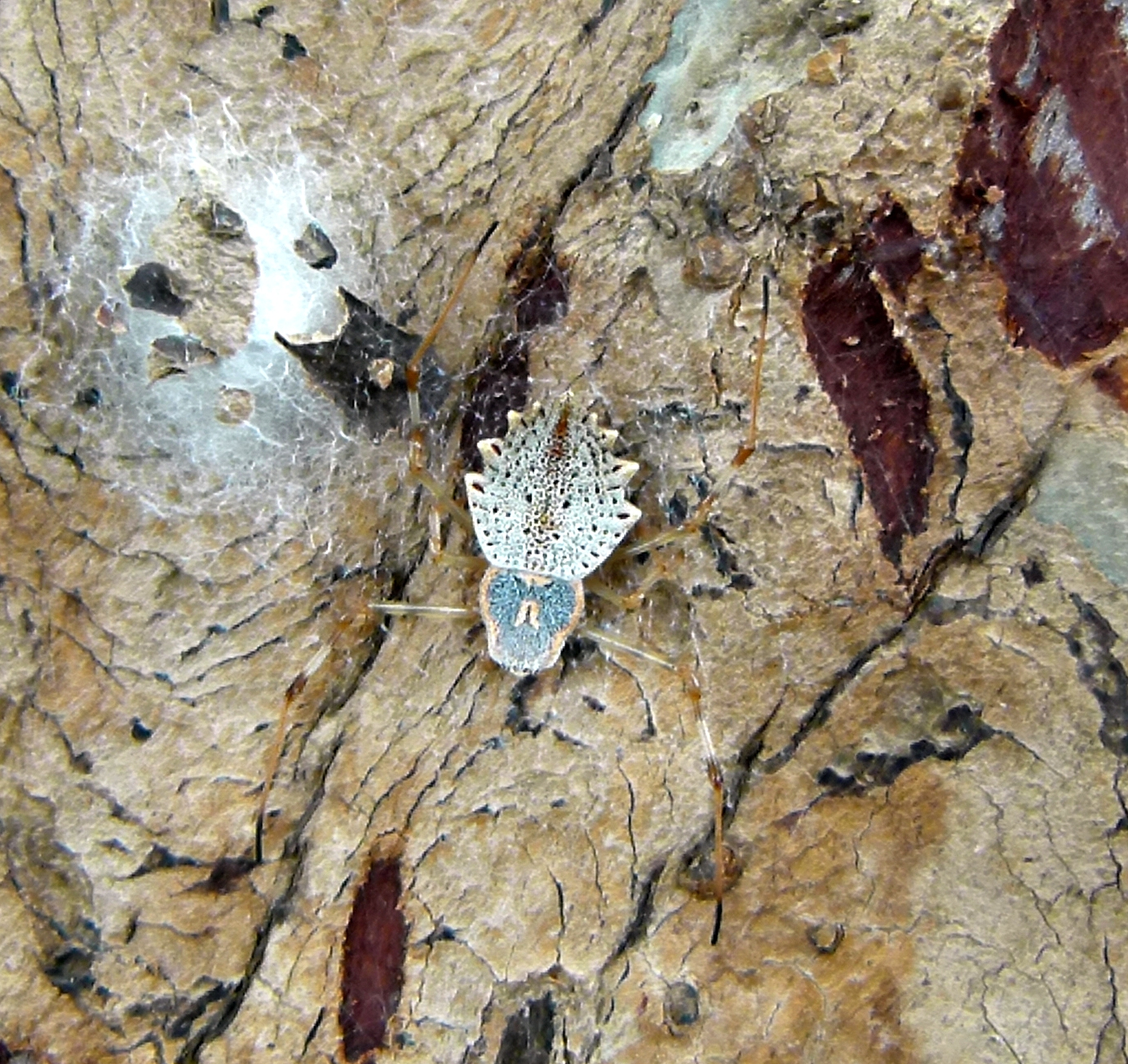
Herennia multipuncta

Herennia é um género de aranhas pertencente à família Nephilidae com distribuição natural centrada na  Australásia. O nome homenageia Herênia Etruscila, a esposa do imperador romano Trajano Décio.

## Espécies
- Herennia agnarssoni Kuntner, 2005 — Ilhas Salomão
- Herennia deelemanae Kuntner, 2005 — Bornéu
- Herennia etruscilla Kuntner, 2005 — Java
- Herennia gagamba Kuntner, 2005 — Filipinas
- Herennia jernej Kuntner, 2005 — Samatra
- Herennia milleri Kuntner, 2005 — Nova Guiné, Nova Bretanha
- Herennia multipuncta (Doleschall, 1859) — Índia até à China, Bornéu, Sulawesi
- Herennia oz Kuntner, 2005 — Austrália
- Herennia papuana Thorell, 1881 — Nova Guiné
- Herennia sonja Kuntner, 2005 — Kalimantan, Sulawesi
- Herennia tone Kuntner, 2005 — Filipinas